# Lips monastýr (mešita Fenari Isa)
Lips monastýr – mešita Fenâri Îsâ (tur. Molla Fenâri Îsâ Câmîi) je dřívější pravoslavný monastýr Matky Boží Konstantina Lipse (řec. Μονὴ τοῦ Λιβός), jenž sestával z dvou přilehlých chrámů v Konstantinopoli. Severní chrám byl zasvěcený Theotokos Panachrantos (Neposkvrněné Matce Boží), postavil ho v roce 907 admirál Konstantin Lips, zatímco jižní chrám byl zasvěcený sv. Janu Křtiteli a nechala ho postavit koncem 13. století císařovna Theodora Palaiologina (asi 1240-1303), manželka Michaela VIII Palaiologa.

## Historie

### Byzantské období
Konstantin Lips byl šlechtic a vojenský úředník, který založil původní monastýr v údolí říčky Lycus jihozápadně od chrámu svatých Apoštolů a zasvětil ho Matce Boží. Objevily se domněnky, že obnovil starší chrám, avšak archeologické nálezy toto tvrzení nepotvrzují. K vysvěcení došlo v roce 907 za účasti císaře Leona VI.Moudrého.
V letech 1281–1303 císařovna Theodora, vdova po císaři Michaelu VIII., komplex obnovila a jižně od stávajícího chrámu z 10. století přistavěla chrám druhý, zasvěcený sv.Janu Křtiteli, jenž sloužil i jako mauzoleum pro dynastii Palaiologů, kam byla Theodora po své smrti v roce 1303 uložena jako mniška Eugenie. Byla zde pohřbena také její matka Eudokia Angelina, dcera a synové: císař Andronikos II. (zemř. 1332) se svou ženou Irenou (Jolanda z Montferratu – později císařovna Irena) a princ Konstantin (zemř. 1306). Dále zde byla pohřbena roku 1324 císařovna Irena (Adéla Brunšvická), první manželka císaře Andronika III. a roku 1417 Anna Moskevská, ruská kněžna a první manželka císaře Jana VIII Palaiologa. Chrám svatého Jana Křtitele (jižní chrám) uchovával také ostatky císařovny Ireny Athénské, která byla na druhé nikájském sněmu prohlášena za svatou (se dnem 7. nebo 9. srpna podle různých byzantských a řeckých juliánských kalendářů) za obnovu uctívání ikon (ikonodulie).
Anonymní ruský poutník, který navštívil Konstantinopol mezi lety 1424 a 1453, uvádí, že jižně od chrámu svatých Apoštolů narazil na dva chrámy a v jednom z nich bylo uchováváno tělo svaté Ireny. Ruský poutník Zosima (1419–1421) navštívil ženský klášter zvaný Lipesi (tj. Lips), kde byla císařovna Irena pohřbena spolu s ruskými hodnostáři.

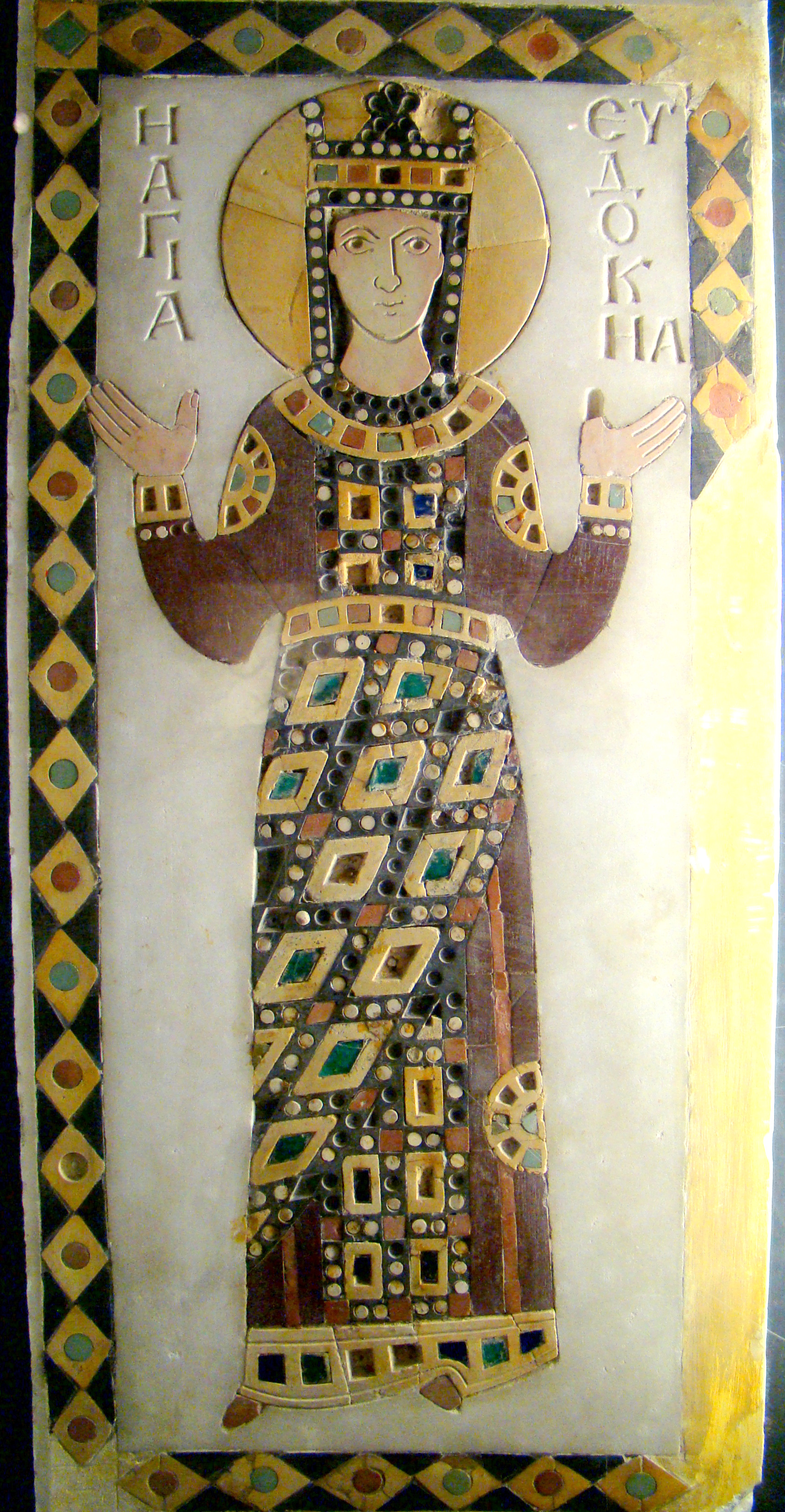
Barevná kamenná intarzie na mramoru (Opus sectile) s vyobrazením císařovny Aelie Eudocie jako světice, 10. nebo 11. století pocházející z chrámu – Istanbulská archeologická muzea.

Počátkem 14. století byl ke stávajícím chrámům přistavěn dlouhý exonarthex a parekklésion. Při severním chrámu Theodora založila ženský monastýr a vydala pro něj typikon, vypracovaný někdy mezi lety 1294 až 1301, který stanovuje počet mnišek na padesát. Třicet z nich mělo vykonávat každodenní modlitby a bohoslužby v chrámu, zatímco zbývajících dvacet mělo na starost domácí povinnosti.

#### Aktiva
Císařovna obdarovala svou nadaci majetkem z Konstantinopole a Smyrny. Správce byl zodpovědný za správu klášterního majetku, spravoval zemědělské pozemky a udržoval budovy. Theodora darovala monastýru několik statků, včetně majetku v Pergamonu zvaném Kastellon, statků Achilleion a Barys, mlýna v Thermene, vinic v Emporianos, kravíny Kythrina, dvojitého mlýna u Anaie, katepanikionu ve Smyrně, domy Batrachonitů a Gabrasů ve čtvrti Kynegoi, dílnu u brány Kynegoi, dům Chabaronů u Blachern, domy v Tzochaerii, domy Jana Eulogia, domy Sampsona a další vinice, zahrady, ornou půdu a domy k pronájmu.
Theodora také vyčlenila majetek jako příjem pro nemocnici – vesnici Nymphai, mlýny u Afameie, vesnici Skoteinon v Makedonii a statky Lachanas v Lopadionu. Theodořina matka darovala monastýru peníze a majetek a klášter vlastnil také majetek uvnitř Konstantinopole, který zahrnoval několik vinic, zahrad, mlýnů, domů a malý monastýr Skoutari velkomučedníka svatého Jiří, zvaný také Trapeza.

#### Špitál
Pro léčbu laiků mohl být vedle kláštera vybudován špitál s dvanácti lůžky a vlastním placeným personálem. Nemocnice disponovala 12 lůžky a pracovali v ní tři lékaři, asistentka, zdravotní sestra, lékárník, dva lékárníci, šest ošetřovatelů, tři sluhové, kuchařka a pradlena.

### Osmanské období
Brzy po pádu Konstantinopole v letech 1497–1498 a během vlády sultána Bajezida II. byl jižní chrám přeměněn na mescit (menší mešita) osmanským hodnostářem Alim Efendim z rodu Fenariů. V jihovýchodním úhlu budovy postavil minaret a v apsidě mihráb. Protože jeden z hlavních kazatelů medresy se jmenoval Îsâ (arabsky a turecky "Ježíš"), bylo jeho jméno přidáno k jménu mešity. Stavba vyhořela v roce 1633, v roce 1636 ji obnovil velkovezír Bayram Paša, který budovu přestavěl na cami (velká mešita) a severní chrám přeměnil na tekke (dervišskou lóži).
Při té příležitosti byly sloupy severního chrámu nahrazeny pilíři, obě kupole byly renovovány a mozaiková výzdoba byla odstraněna. Po dalším požáru v roce 1782 byl komplex znovu obnoven v letech 1847/48. Při této příležitosti byly také sloupy jižního chrámu nahrazeny pilíři a odstraněny byly i balustrádové římsy v lodi.
V roce 1918 budova znovu vyhořela a byla opuštěna. Při vykopávkách provedených v roce 1929 bylo nalezeno dvaadvacet sarkofágů, komplex byl v 50. až 60. letech 20. století důkladně restaurován Byzantským institutem v Americe a od té doby opět slouží jako mešita.

## Architektura a výzdoba

### Severní chrám

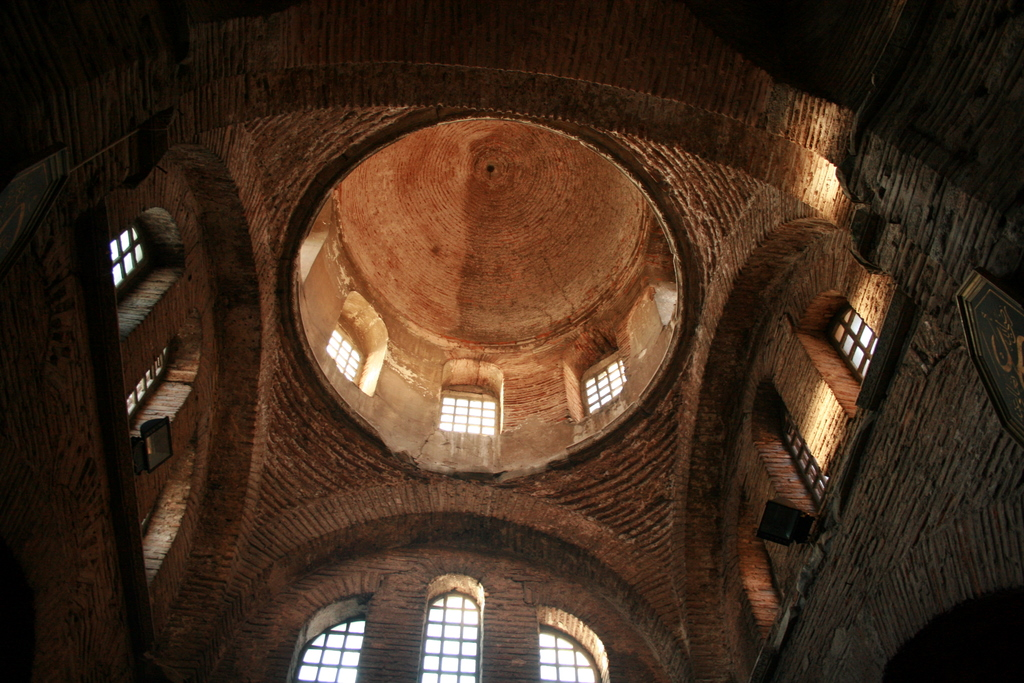
Severní chrám – kupole

Severní chrám má neobvyklý půdorys quincunx (kříž ve čtverci) a byl jedním z prvních konstantinopolských svatostánků, které tento půdorys přijaly; jeho předobrazem je pravděpodobně Nea Ekklesia ("Nový chrám"), postavený v Konstantinopoli v roce 880, z něhož se nedochovaly žádné pozůstatky.

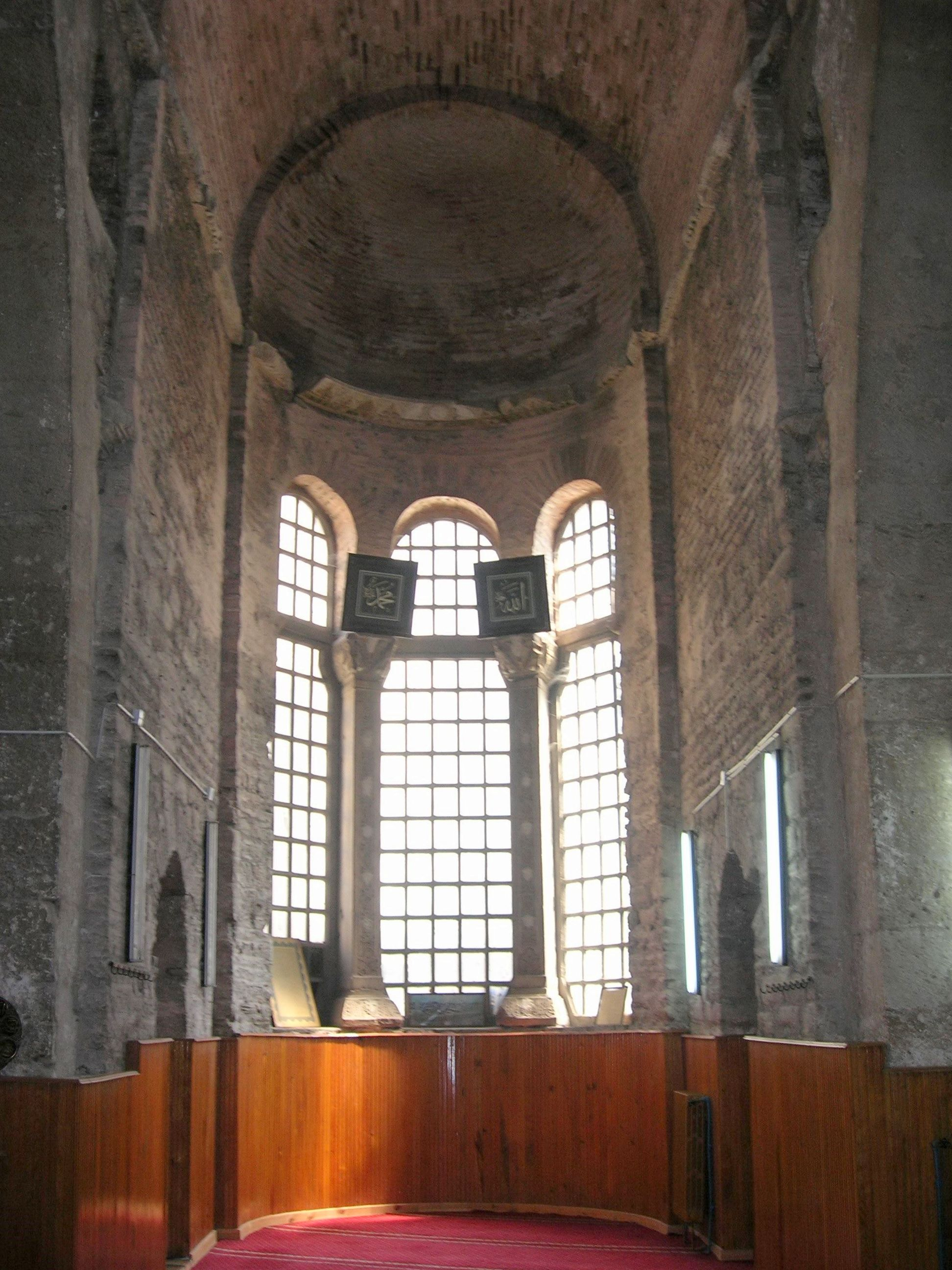
Severní chrám – interiér

Naos měří 13 x 9,5 metrů a je rozdělen na devět polí. Na východ od naosu se nachází trojboká bema a na západě trojlodní narthex. Hlavní vchod do narthexu původně kryla úzká vnější kruchta. Čtyři sloupy, které dříve podpíraly klenby, byly v osmanské éře nahrazeny lomenými oblouky, ale tři základny sloupů zůstaly na původních místech. Ve středním rizalitu se nacházela kupole, která se zřítila nebo byla vážně poškozena při jednom z požárů a byla nahrazena během osmanské éry a je proražená osmi okny. Severní a jižní klenební ramena křížového jádra ve tvaru čtverce jsou na severní a jižní fasádě zakončena mohutnými trojitými okny.
Zdivo chrámu bylo postaveno střídavě z cihel a malých hrubých kamenných kvádrů. Technika je typická pro byzantskou architekturu 10. století.

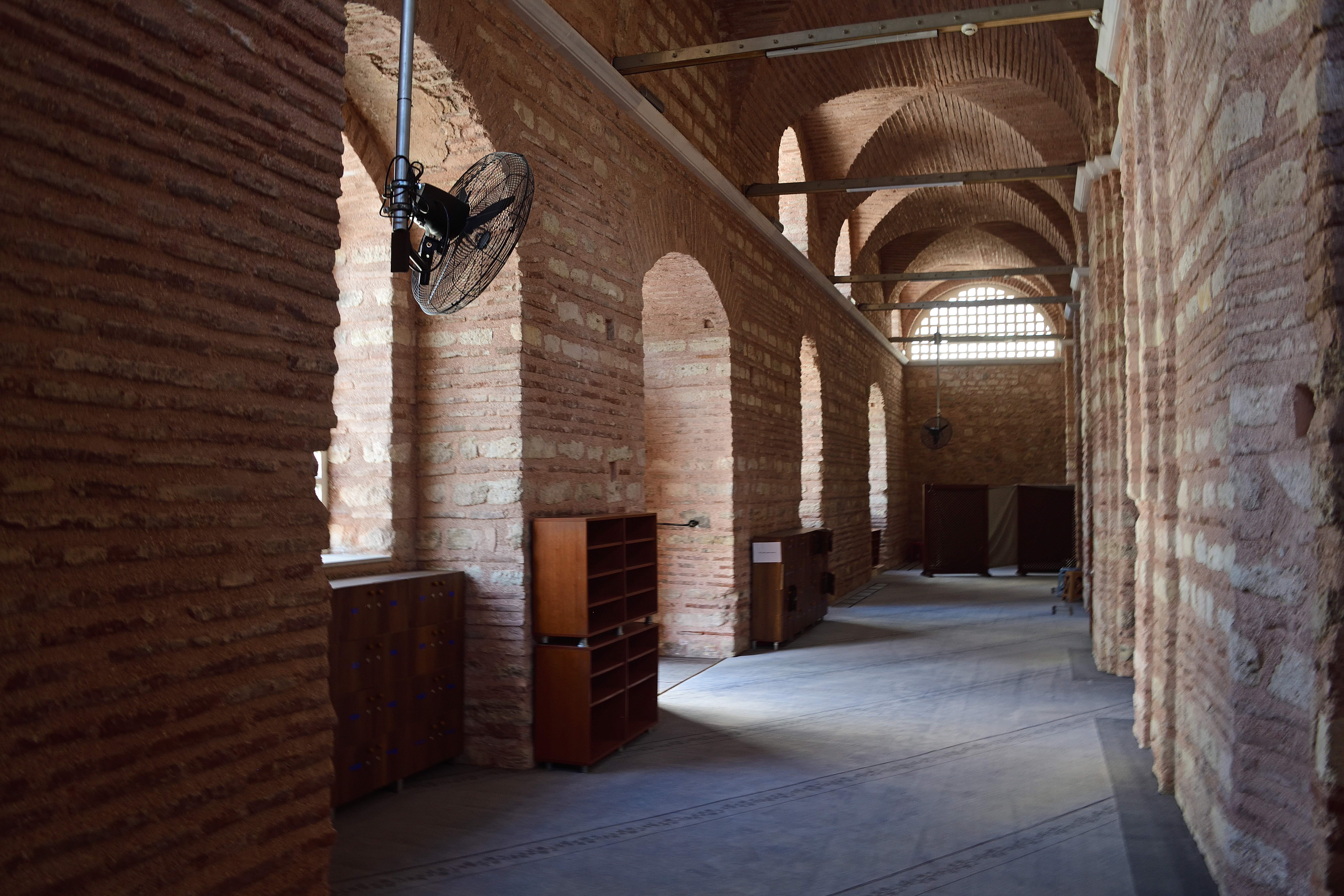
Část parakklesionu, na západní straně se nachází vnější a vnitřní narthex, na jihu osamocený jižní narthex.

Nejvýraznějším rysem severního chrámu bylo šest dalších kaplí, které byly součástí původního plánu. Dvě jednolodní kaple lemovaly v úrovni terénu prothesis a diakonikon. Severní z nich zanikla, ale byla vykopána část základů její apsidy. Jižní kaple, umístěná vedle diakonikonu, byla ve třináctém století začleněna do jižního chrámu svatého Jana, aby sloužila jako jeho protějšek, a tak se částečně zachovala. Obě kaple byly o něco větší než místnosti, k nimž byly připojeny. Na střeše severního chrámu jsou čtyři kaple, které nejsou z interiéru viditelné. Dvě čtyřboké západní kaple se nacházejí nad západními nárožními poli naosu. Další dvě kaple se nacházejí nad diakonikonem a prothesis na východním konci stavby. Přístup na střechu byl po schodišti uvnitř věže jižně od narthexu.
Apsidy jsou přerušeny trojitými (u střední apsidy) a jednoduchými lancetovými okny. Stěny středních ramen kříže naosu mají dvě řady oken: nižší řada má trojitá lancetová okna, vyšší půlkruhová okna. Po stranách presbytáře naosu jsou dvě dlouhá parekklesia, každé z nich zakončené nízkou apsidou. Úhlové a střední rizality jsou velmi štíhlé.
Pozůstatkem původní výzdoby jsou patky tří ze čtyř sloupů centrálního klenebního pole a řada původních zdobných prvků, které se dochovaly na pilířích oken a na rámu kupole. Výzdobu původně tvořily mramorové desky a barevné dlaždice: klenby byly zdobeny mozaikou. Dnes jsou z ní patrné pouze rohové griffy.

Severní chrám – interiér, pohled od severozápadní kaple

Severní chrám představuje pravděpodobně největší a nejpozoruhodnější sbírku středobyzantské sochařské výzdoby v Konstantinopoli. Původní zdobená bifória, úrovňové římsy a konzole se stále nacházejí in situ. Repertoár ornamentů tvořily listy, palmety, fantastické rostliny, rozety, kříže, pávi a orli. Ty byly inspirací pro podobně zdobené sloupky a římsy jižního chrámu, které jsou však jednodušší a řezbářsky méně precizní.

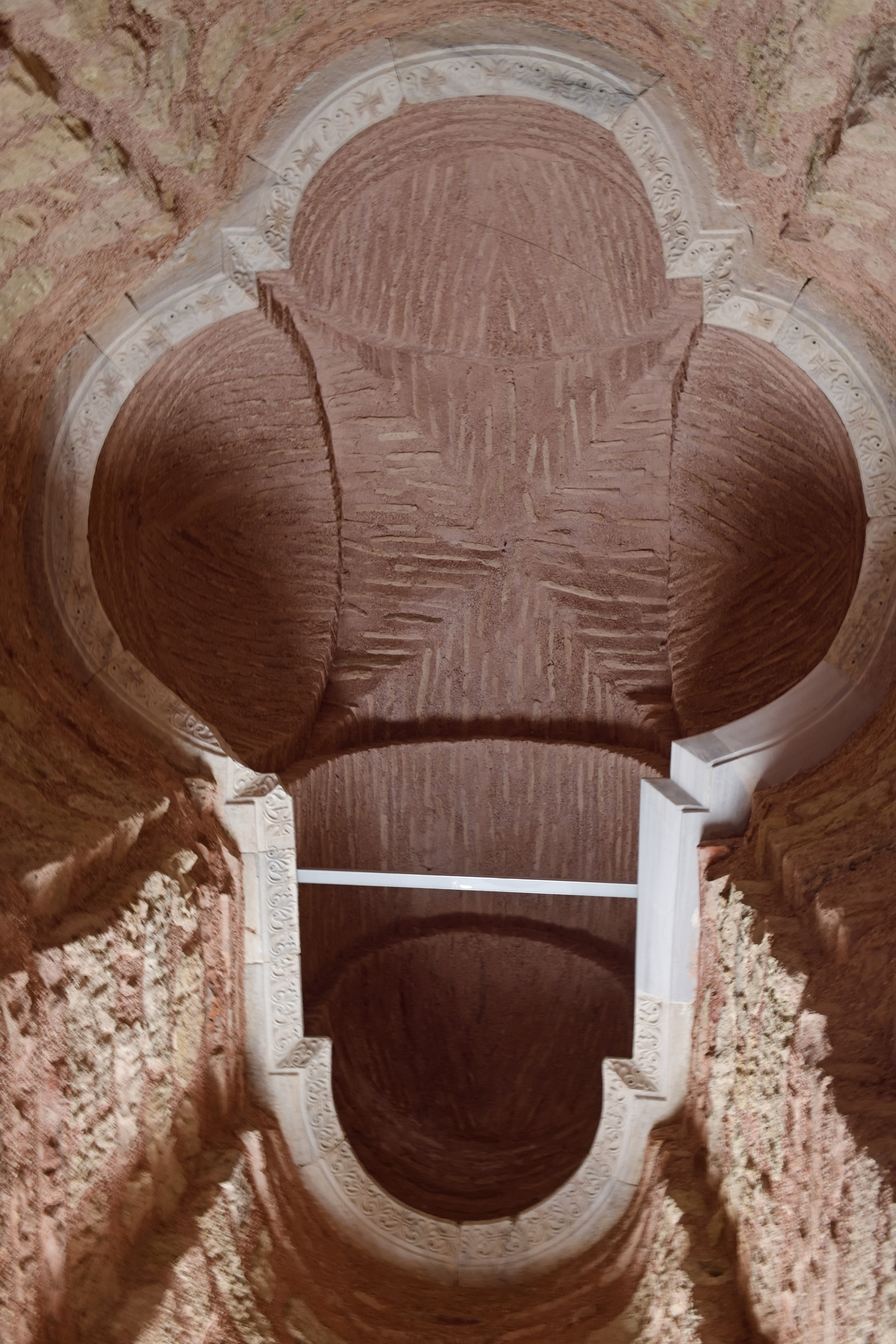
Strop v kapli – severní chrám

Při vykopávkách v letech 1929 a 1960 bylo nalezeno velké množství fragmentů ornamentálně vyřezávaných desek, říms, archivolt, sošek orlů, intarzovaných destiček a glazovaných dlaždic. Mezi nimi byla i kompletní intarzovaná ikona svaté Eudocie z 10. století. Také glazované dlaždice s malovanými rostlinnými a geometrickými ornamenty patří do 10. století a byly pravděpodobně použity jako obruby a rámy. Skupina fragmentů s vyřezávanými bustami apoštolů patřila k archivoltě, pravděpodobně vyřezaná pro jednu z arkosolií.

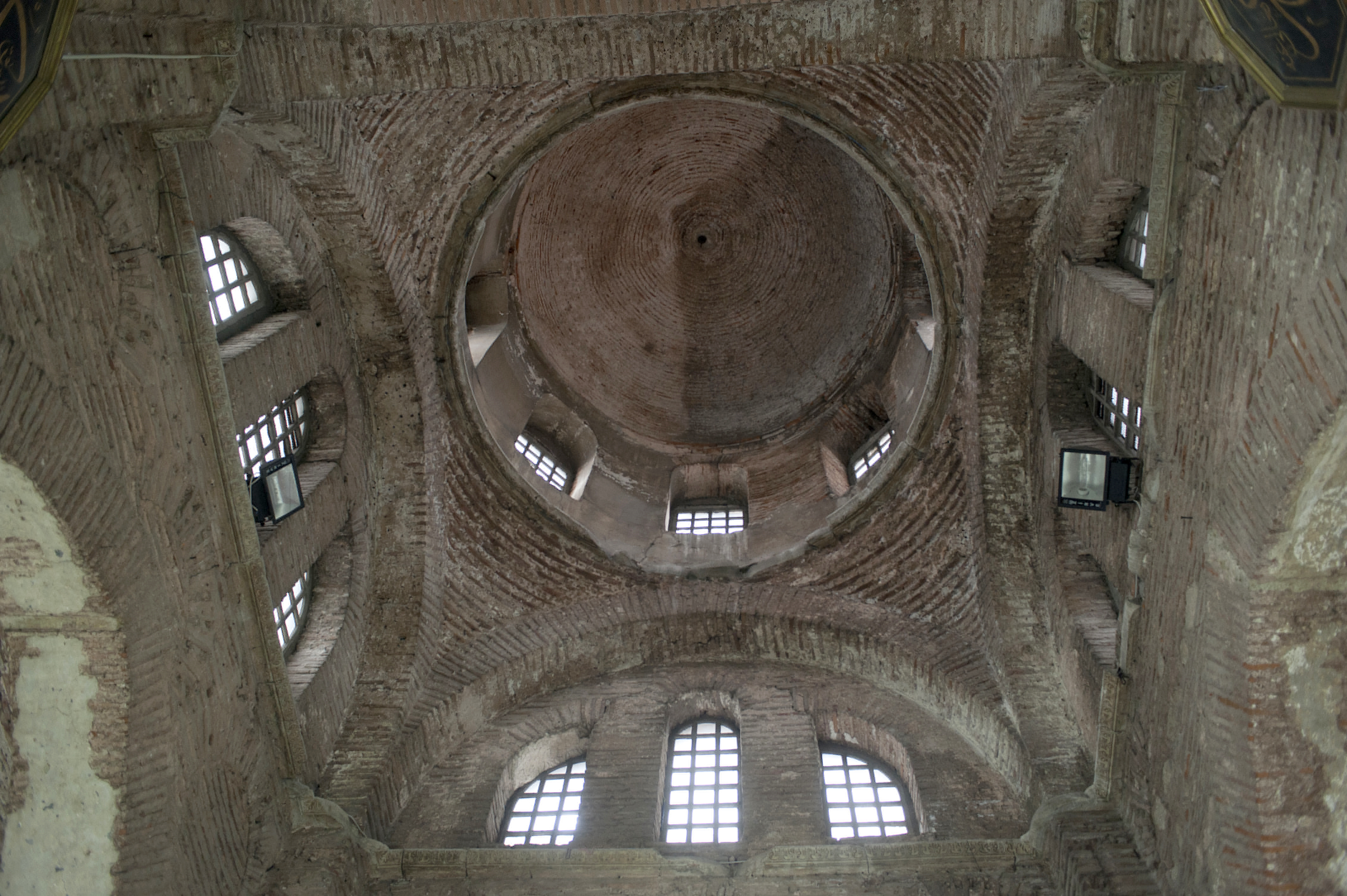
Kupole jižního chrámu

Jako celek představuje severní chrám silnou analogii s mešitou Bodrum (chrám Myrelaion).

### Jižní chrám

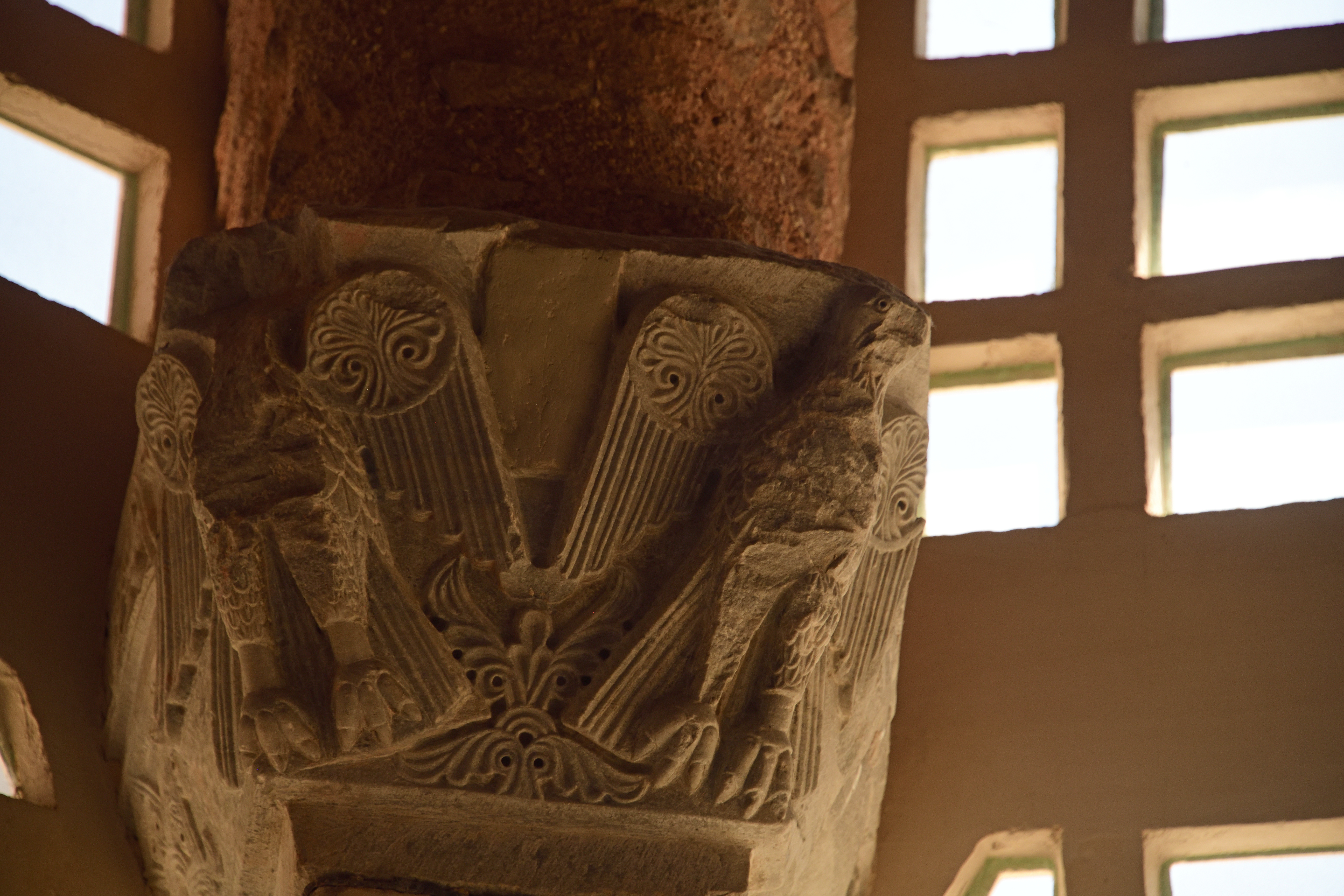
Dekorativní prvek, severní chrám

Jižní chráml je čtvercový prostor zakončený kupolí a obklopený dvěma ambulatorii, esonarthexem a parekklesionem (přistavěným později). Severní ambulatorium je jižní parekklesion severního chrámu. Toto zmnožení prostorů kolem centrální části chrámu, typické pro pozdně palaiologovskou architekturu, bylo motivováno potřebou většího prostoru pro hrobky a pomníky postavené dobrodincům chrámu apod. Centrální prostor je oddělen od uliček trojitou arkádou. Během liturgie byli věřící uzavřeni v ambulatoriích, které byly mělké a tmavé, a sotva mohli vidět, co se děje v centrální části chrámu.
Zdivo jižního chrámu a ambulatoria je stejné: přibližně pět vrstev cihel se střídá se třemi nebo čtyřmi vrstvami opracovaného kamene, přičemž každá vrstva kamene je od další oddělena jednou nebo dvěma vrstvami cihel. Centrální jádro, jednoduchý čtvercový rizalit s kupolí, je ze tří stran obklopeno ambulatoriem. Na východní straně se kupolovité jádro rozšiřuje do báně s apsidou, na vnější straně sedmibokou.
Dochovala se mramorová podlaha bémy. Zbytek podlahy v naosu byl vydlážděn technikou opus sectile. Stěny a klenby byly pokryty mozaikami. Ambulatorium je nižší než kupolovité jádro a béma, což umožňuje přístup světla do centrálního prostoru naosu s trojitými okny na třech stranách čtvercového jádra. Před naosem se nachází narthex, původně krytý kupolí. Narthex a ambulatorium byly zaplněny hrobkami, takže centrální kupolovité jádro fungovalo jako hlavní liturgický prostor.
Bujná výzdoba jižní a hlavní sedmiboké apsidy je tvořena trojicí výklenků, přičemž prostřední výklenek se střídá s trojicí oken. Cihly jsou uspořádány do vzorů jako oblouky, háky, řecké meandry, sluneční kříže, svastiky a vějíře. Mezi těmito vzory jsou bílé a tmavě červené pruhy, v nichž se střídá jedna vrstva kamene se dvěma až pěti cihlami. Tento nejdůležitější výzdobný aspekt palaiologického stavitelství se v Konstantinopoli objevuje poprvé.

## Galerie

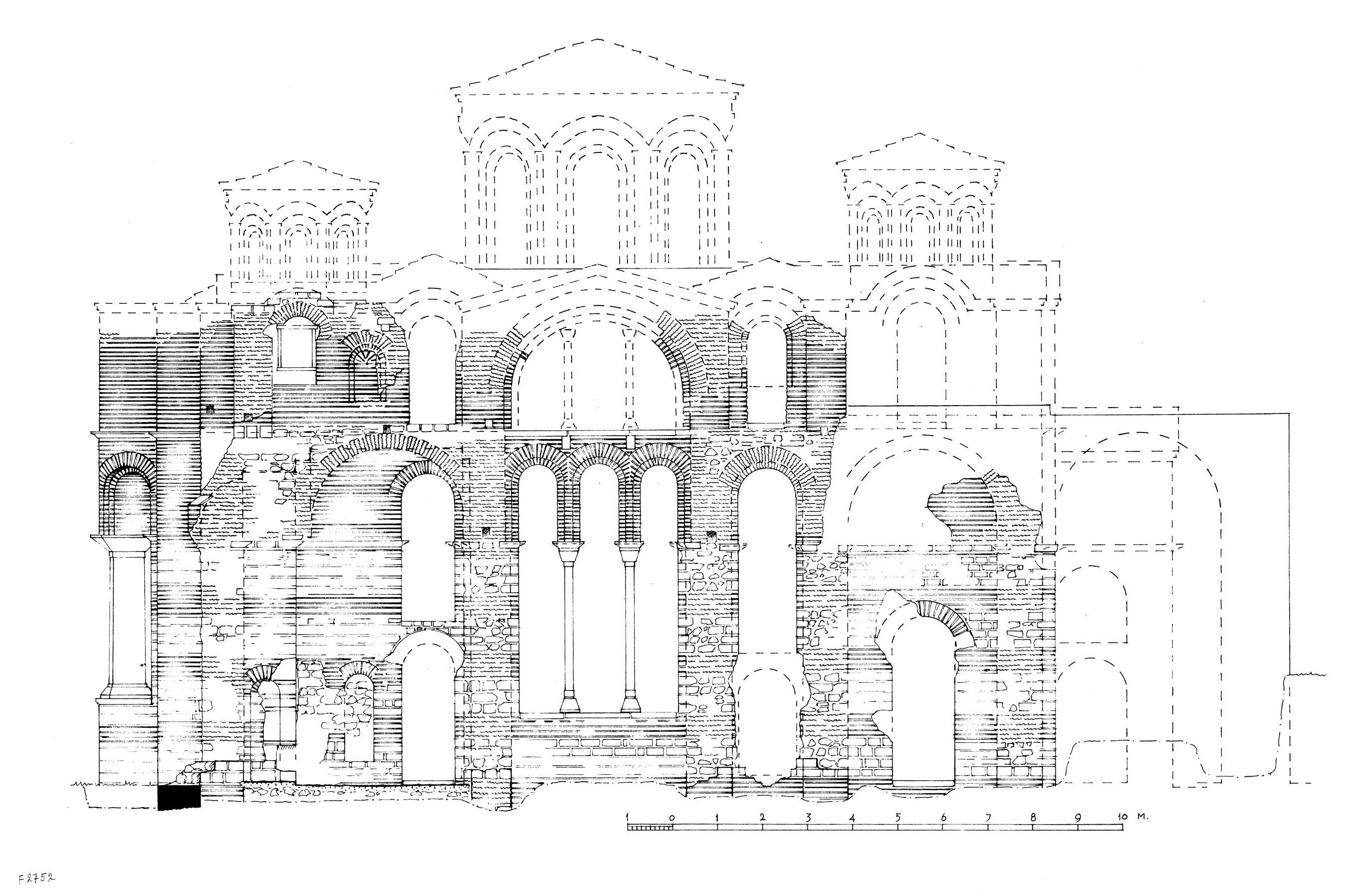
Severní chrám
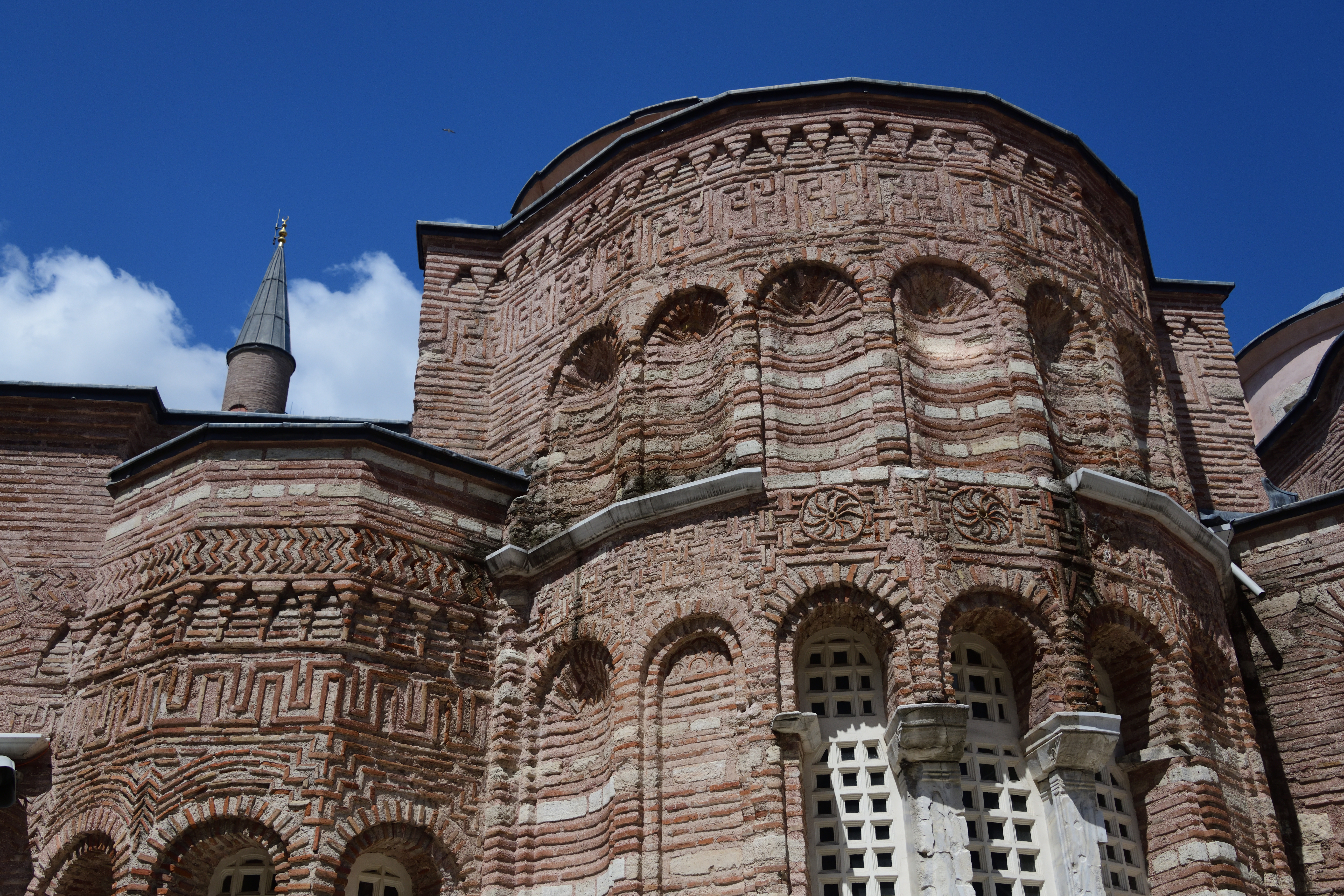
Exteriér – východní strana
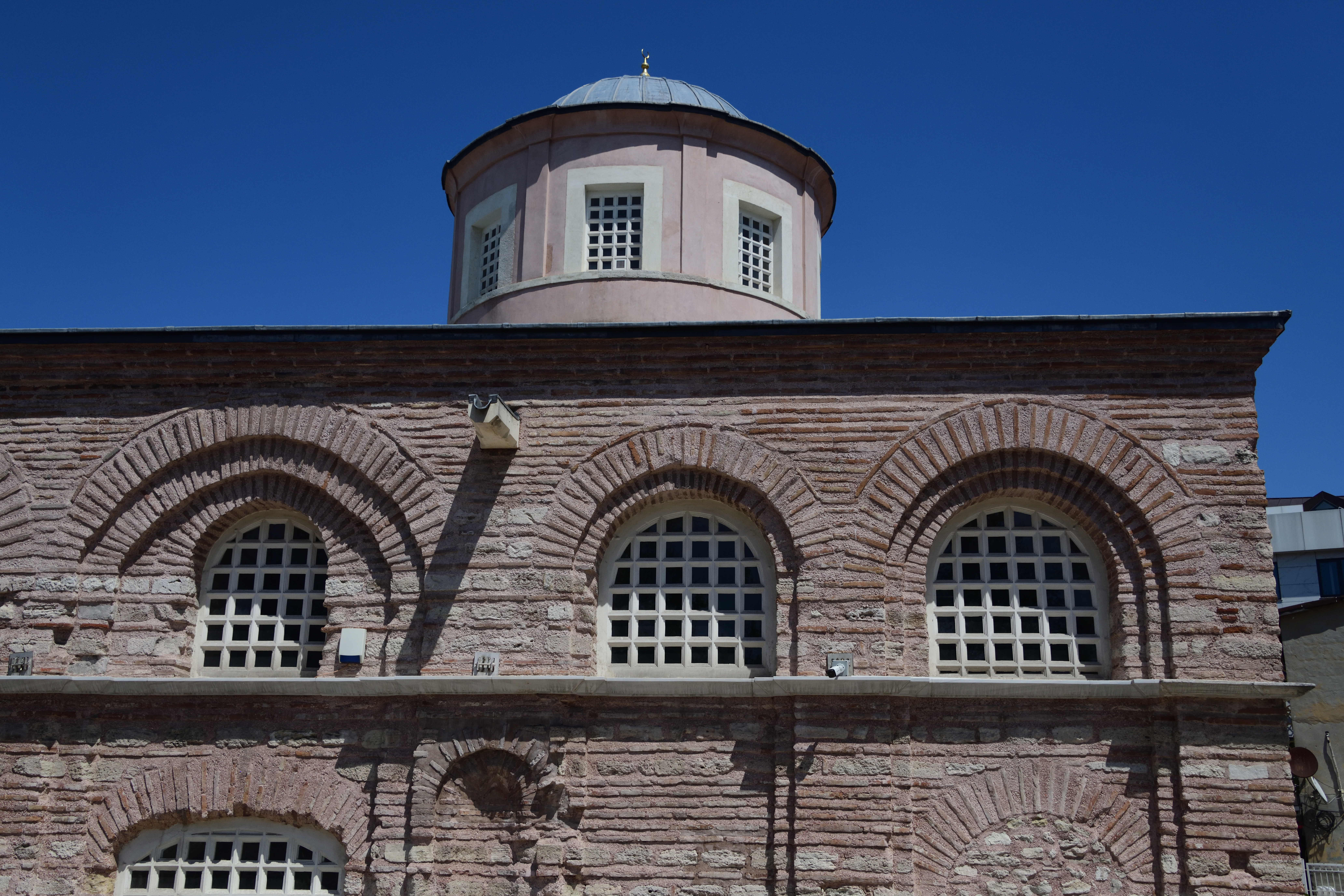
Exteriér – jižní část
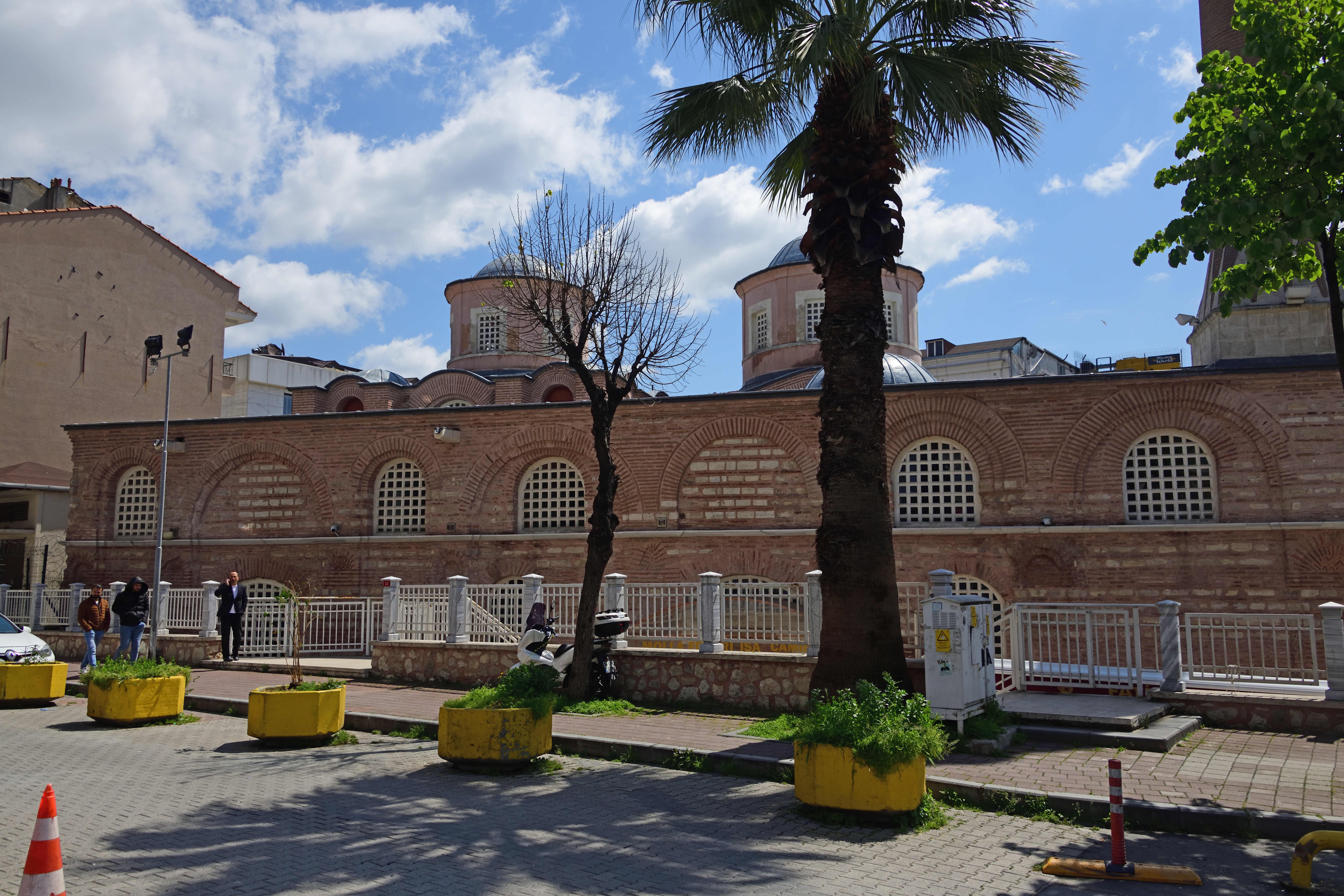
Exteriér – západní část
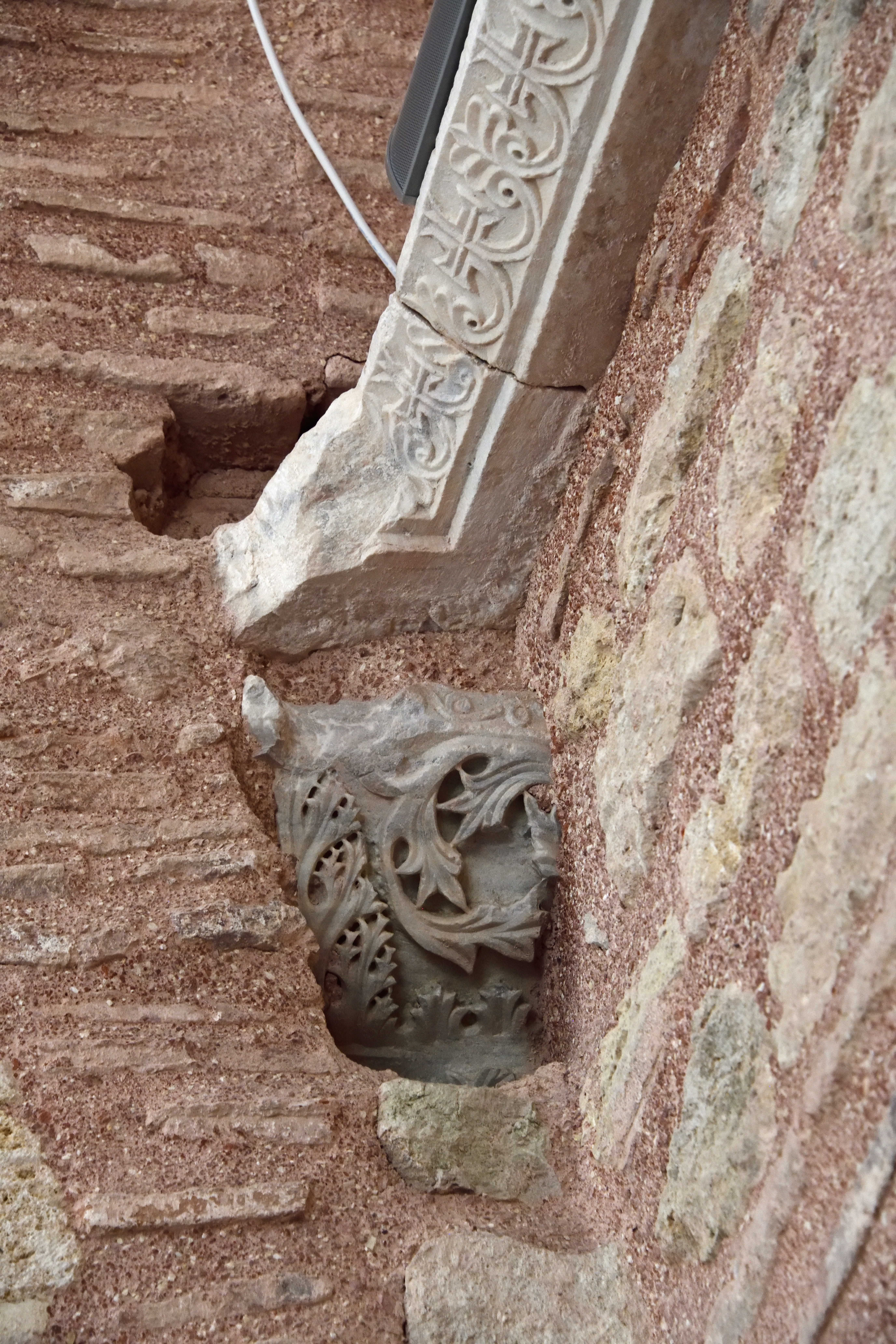
Severní chrám – interiér
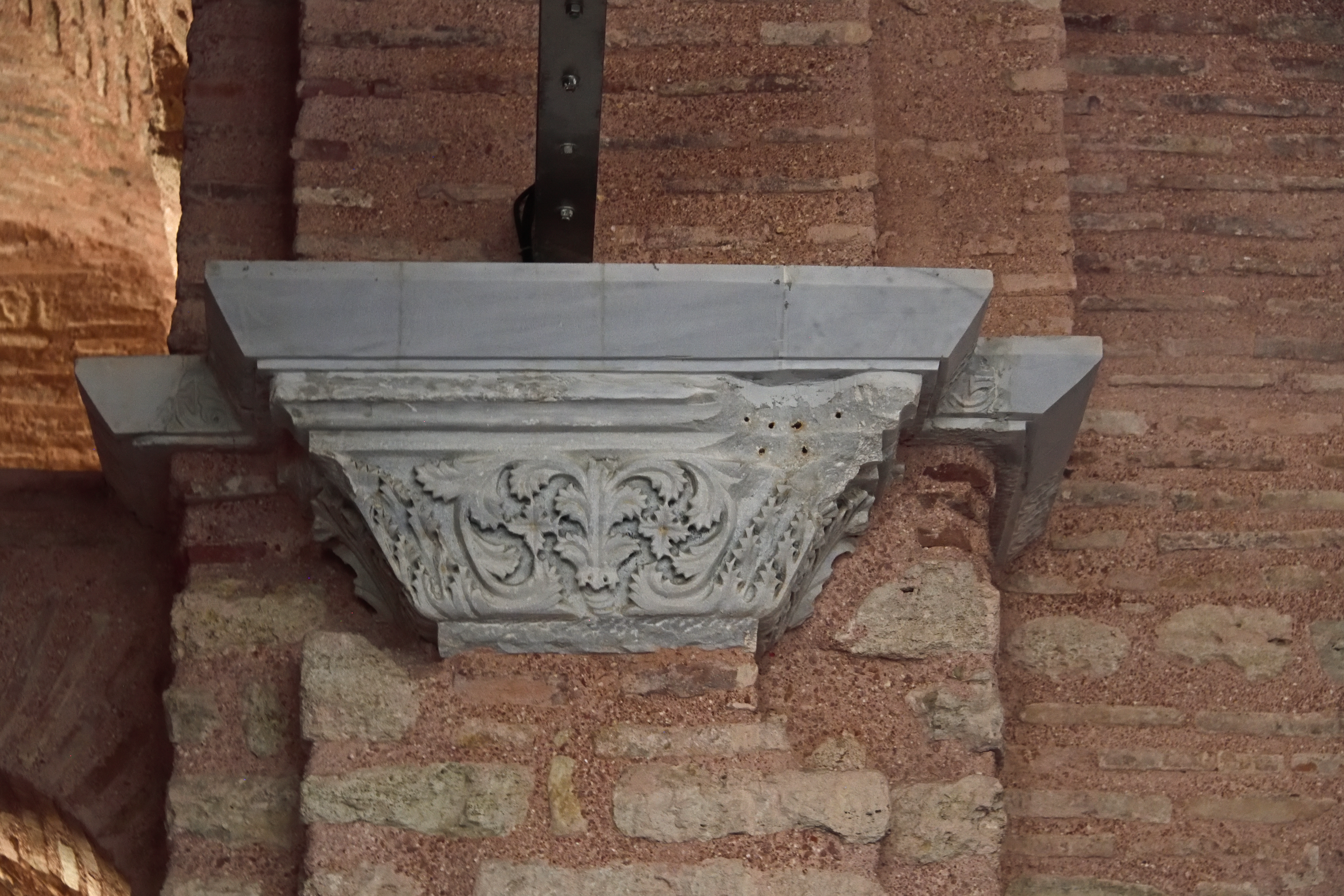
Interiér – jižní stěna severního chrámu
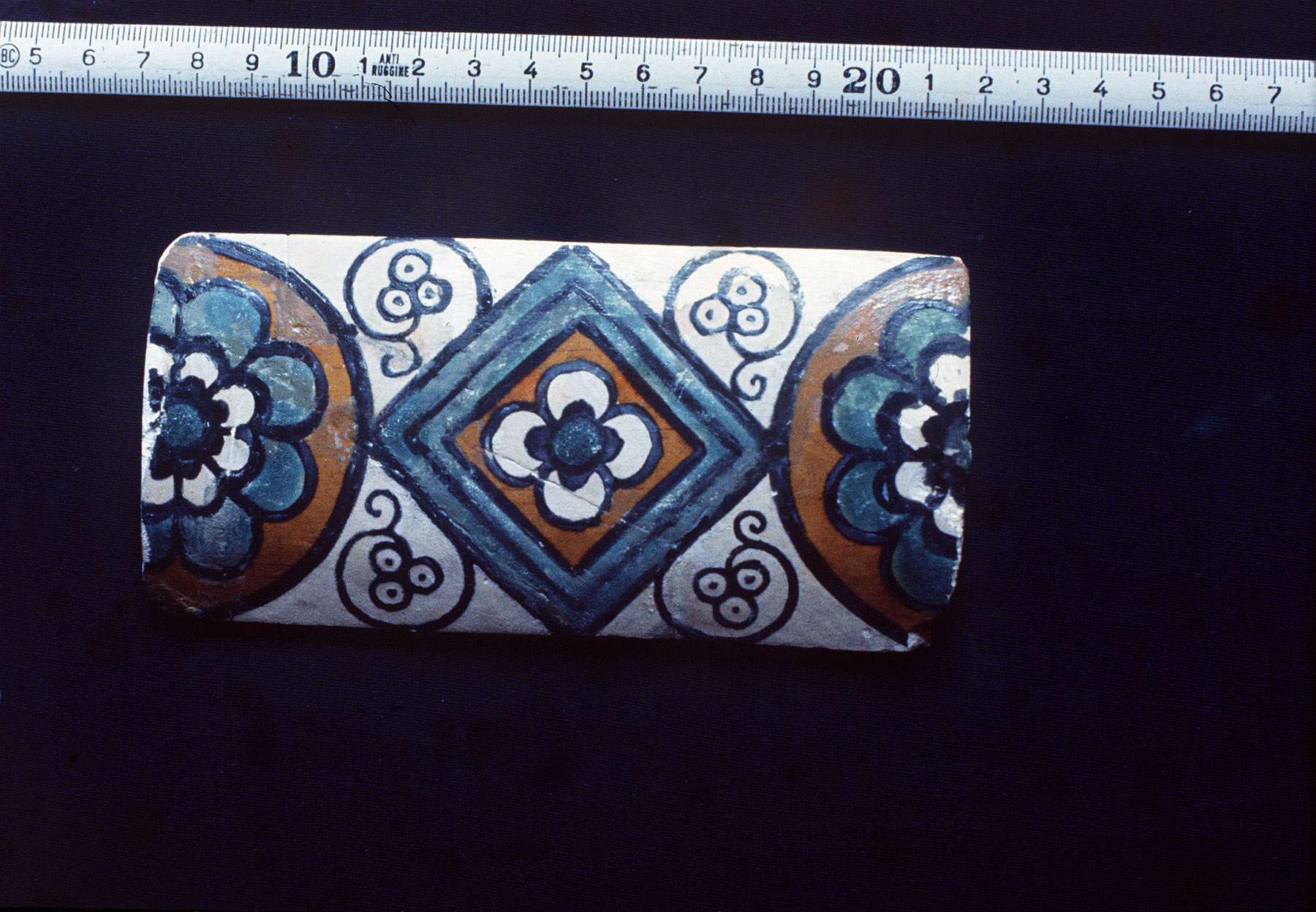
Fragment glazované keramické dlaždice
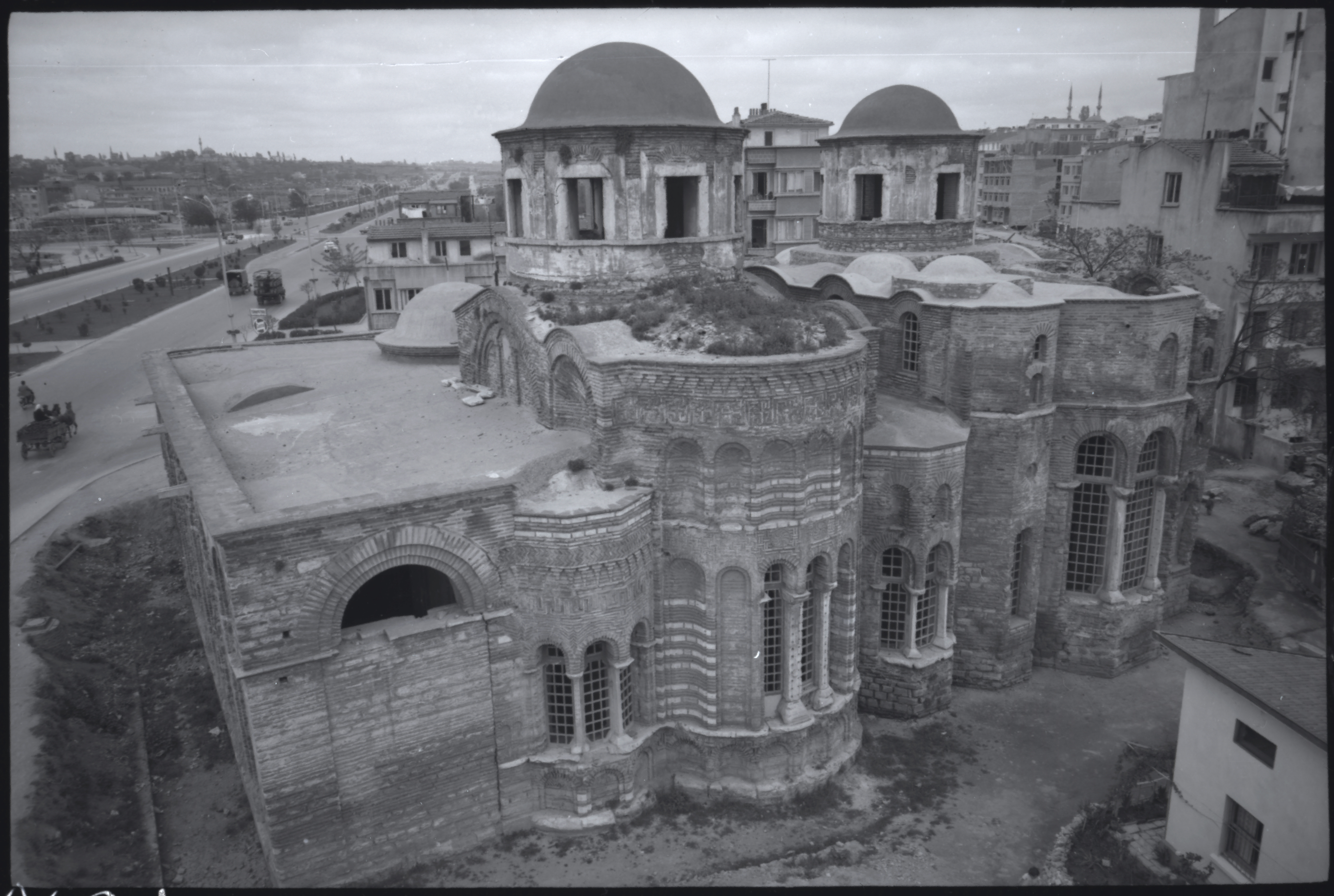
Exteriér – celkový pohled z jihovýchodu po rekonstrukci

### Podobné články
- Hagia Sofia

- Chrám svatých Apoštolů
- Monastýr Krista Pantokratora
- Theotokos Pammakaristos
- Chrám Bohorodice Farosské
- Chrám svatého Spasitele v Chóře
- Chrám Matky Boží Vlachernské
- Chrám svatého Polyeukta
- Chrám Matky Boží Životodárného pramene
- Byzantská architektura